# 默訥河
51°27′25″N 7°57′17″E / 51.45694°N 7.95472°E

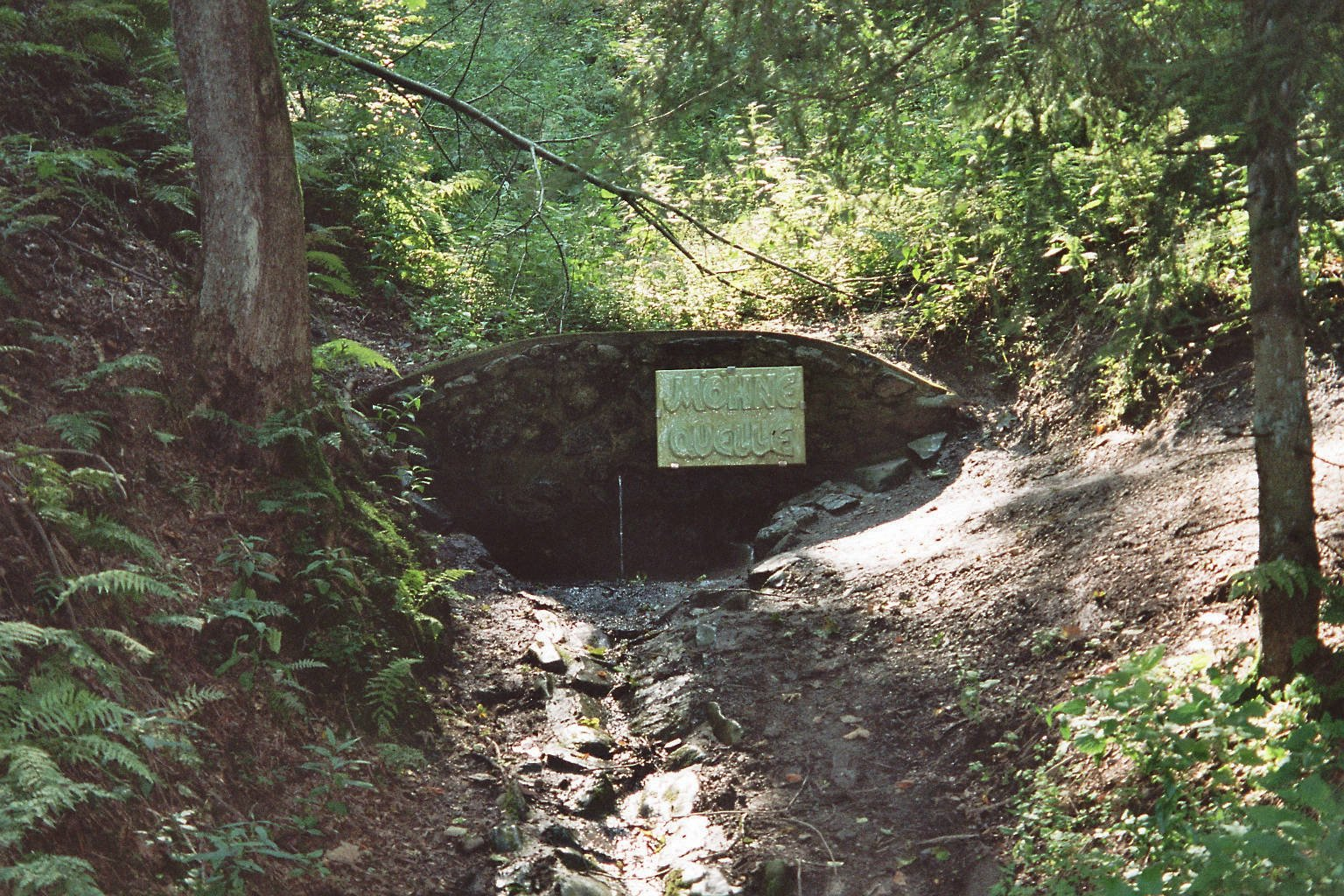

默訥河（德語：Möhne，發音：[ˈmøːnə] ）是德國北莱茵-威斯特法伦州的河流，屬於魯爾河的右支流，河道全長65公里，流域面積469平方公里，流經布里隆、呂滕和瓦尔施泰因。